# LTE Advanced
LTE Advanced — стандарт мобильной связи. LTE Advanced стандартизирован 3GPP как главное улучшение стандарта Long Term Evolution (LTE).
Официально представлен в конце 2009 года сектору стандартизации электросвязи Международного союза электросвязи в качестве кандидата на систему 4G. LTE Advanced был утверждён ITU и завершён 3GPP в марте 2011 года.
Технология LTE-Advanced вместе с WiMAX 2 была официально признана беспроводным стандартом связи четвёртого поколения 4G Международным союзом электросвязи на конференции в Женеве в 2012 году.
LTE-Advanced — это название спецификации 3GPP 10 версии, которым Международный союз электросвязи присвоил сертификат «IMT-Advanced» — официальный статус сетей четвёртого поколения. Предыдущие версии LTE не являются технологией 4G.

## История
Технология LTE пережила целый ряд этапов развития с момента выхода первоначального стандарта, принятого консорциумом 3GPP — так называемого 3GPP Релиза 8. Для дальнейшего улучшения эксплуатационных характеристик и расширения возможностей технологии в апреле 2008 года консорциум 3GPP начал работу над Релизом 10. Одной из задач было достижение полного соответствия технологии LTE требованиям стандарта IMT-Advanced, установленного для 4G Международным союзом электросвязи, что позволило бы с полным правом называть LTE технологией 4G.
LTE-Advanced предусматривает расширение полосы частот, агрегацию (нескольких полос, в том числе не соседних) спектра, имеет расширенные возможности многоантенной передачи данных MIMO, поддерживает функции ретрансляции сигнала LTE, а также развертывание гетерогенных сетей (HetNet).
9 октября 2012 года Yota первой в России запустила технологию мобильной связи LTE-Advanced на коммерческой сети. В запуске участвуют 11 базовых станций.
25 февраля 2014 года МегаФон запустил в пределах Садового кольца Москвы сеть LTE-Advanced с максимальной скоростью до 300 Мбит/с на загрузку к абоненту и 50 Мбит/с от абонента, назвав эту сеть в маркетинговых целях 4G+.
5 августа 2014 года Билайн запустил в Москве сеть LTE, объединяющую 2 диапазона Band 7 (2,6 ГГц) и Band 20 (800 МГц) с максимальной скоростью до 115 Мбит/с на загрузку к абоненту.

### Ресурсы
- ITU-R Confers IMT-Advanced (4G) Status to 3GPP LTE — LTE Advanced is officially 4G
- The LTE / LTE Advanced Guide — a semi-annual publication on LTE / LTE Advanced, May and November 2010 publications are now available
- LTE-Advanced Technology Introduction (недоступная ссылка) — This white paper summarizes necessary improvements, which are known as LTE-Advanced
- Introducing LTE-Advanced — Application Note
- LTE Bitstream Verification (недоступная ссылка) — Application Note about verification of baseband data of LTE/LTE-A-ready products.
- LTE Transmission Modes and Beamforming (недоступная ссылка) — This white paper discusses the basics of beamforming and explains the eight MIMO transmission modes in LTE Release 9.